# Gmina Aleksandrovac
Gmina Aleksandrovac (serb. Opština Aleksandrovac / Општина Александровац) – jednostka administracyjna najniższego szczebla w Serbii, w okręgu rasińskim. Siedzibą władz jest Aleksandrovac. 